# Colonia Lindavista, Zacatecas
Colonia Lindavista är en ort i Mexiko.   Den ligger i kommunen Nochistlán de Mejía och delstaten Zacatecas, i den centrala delen av landet, 400 km nordväst om huvudstaden Mexico City. Colonia Lindavista ligger 1 901 meter över havet och antalet invånare är 526.
Terrängen runt Colonia Lindavista är kuperad åt nordost, men åt sydväst är den platt. Runt Colonia Lindavista är det ganska glesbefolkat, med 27 invånare per kvadratkilometer. Närmaste större samhälle är Nochistlán, 1,8 km sydost om Colonia Lindavista. I omgivningarna runt Colonia Lindavista växer huvudsakligen savannskog.